# John Emerson
John Emerson (Sandusky (Ohio), 29 mei 1874 - Pasadena (Californië), 7 maart 1956) was een Amerikaans acteur, regisseur, schrijver en scenarioschrijver.

## Levensloop en carrière
In 1874 werd Emerson geboren als Clifton Paden. Vanaf 1904 speelde hij in theaterproducties. In 1912 schreef hij Geronimo's Last Raid, een indianenverhaal dat verfilmd werd in datzelfde jaar. Hierna werkte hij samen met onder meer Allan Dwan en George Nichols. In 1915 regisseerde hij zijn eerste film Ghosts. In datzelfde jaar regisseerde hij Old Heidelberg met Dorothy Gish in de hoofdrol. Zijn bekendste film als regisseur was The Mystery of the Leaping Fish uit 1916.
In 1916 leerde hij Anita Loos kennen. Samen met haar schreef hij scenario's voor D.W. Griffith en Douglas Fairbanks. In 1919 huwde hij met Loos. Hoewel het geen gelukkig huwelijk was, scheidde Loos officieel nooit van hem, hoewel ze sinds de jaren '30 apart leefden. In de jaren 30 kreeg Emerson schizofrenie.
Emerson overleed in 1956 op 81-jarige leeftijd.
- Biblioteca Nacional de España: XX1539734
- Bibliothèque nationale de France: cb140960392 (data)
- Gemeinsame Normdatei: 1031598731
- International Standard Name Identifier: 0000 0001 2095 8126
- Library of Congress Control Number: n85138001
- Nederlandse Thesaurus van Auteursnamen: 19772261X
- SNAC: w63j3g1n
- Système universitaire de documentation: 080879438
- Union List of Artist Names: 500290895
- Virtual International Authority File: 27273170
- WorldCat: E39PBJvxx36rrvyQvCMVYYKw4q